# Bodenseesender
Der Bodenseesender war eine Sendeanlage des Südwestrundfunks (früher des Südwestfunks) für Mittelwelle und bis 2004 auch für Kurzwelle beim Meßkircher Stadtteil Rohrdorf.
Der Sender wurde am 8. Januar 2012 vom SWR abgeschaltet und stillgelegt. Die Sprengung erfolgte am 10. Oktober 2013. Von diesem Senderstandort wurde zuletzt SWR cont.ra, das Informationsprogramm des SWR, in der Zeit von 5 bis 23 Uhr ausgestrahlt. Gesendet wurde auf der Frequenz 666 kHz mit einer Sendeleistung von 100 kW (bis 2007: 150 kW).
Der 244 Meter hohe abgespannte Hauptsendemast des Bodenseesenders war das höchste Bauwerk im Landkreis Sigmaringen.

## Geschichte

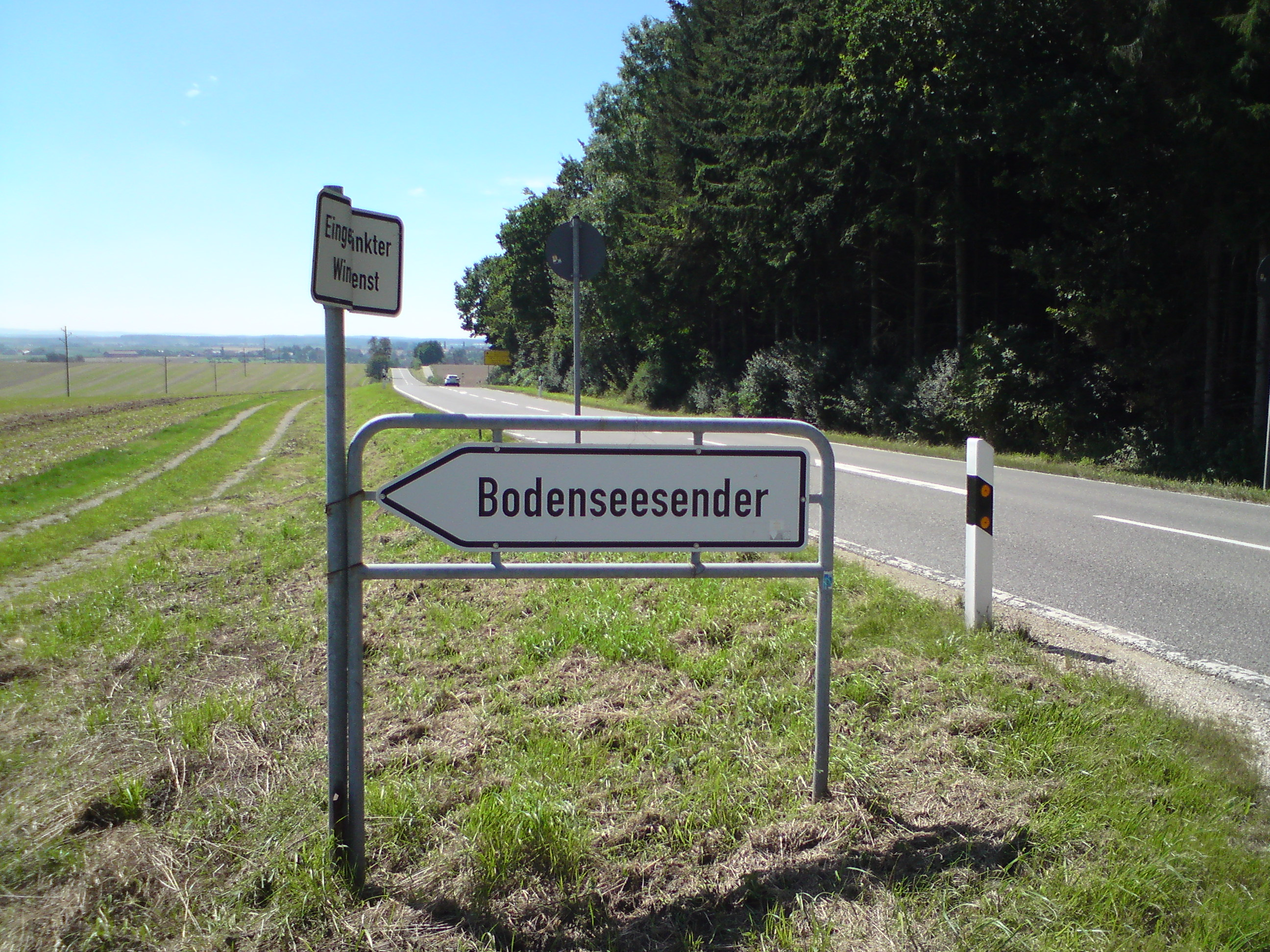
Wegweiser zum Bodenseesender an der Bundesstraße 313
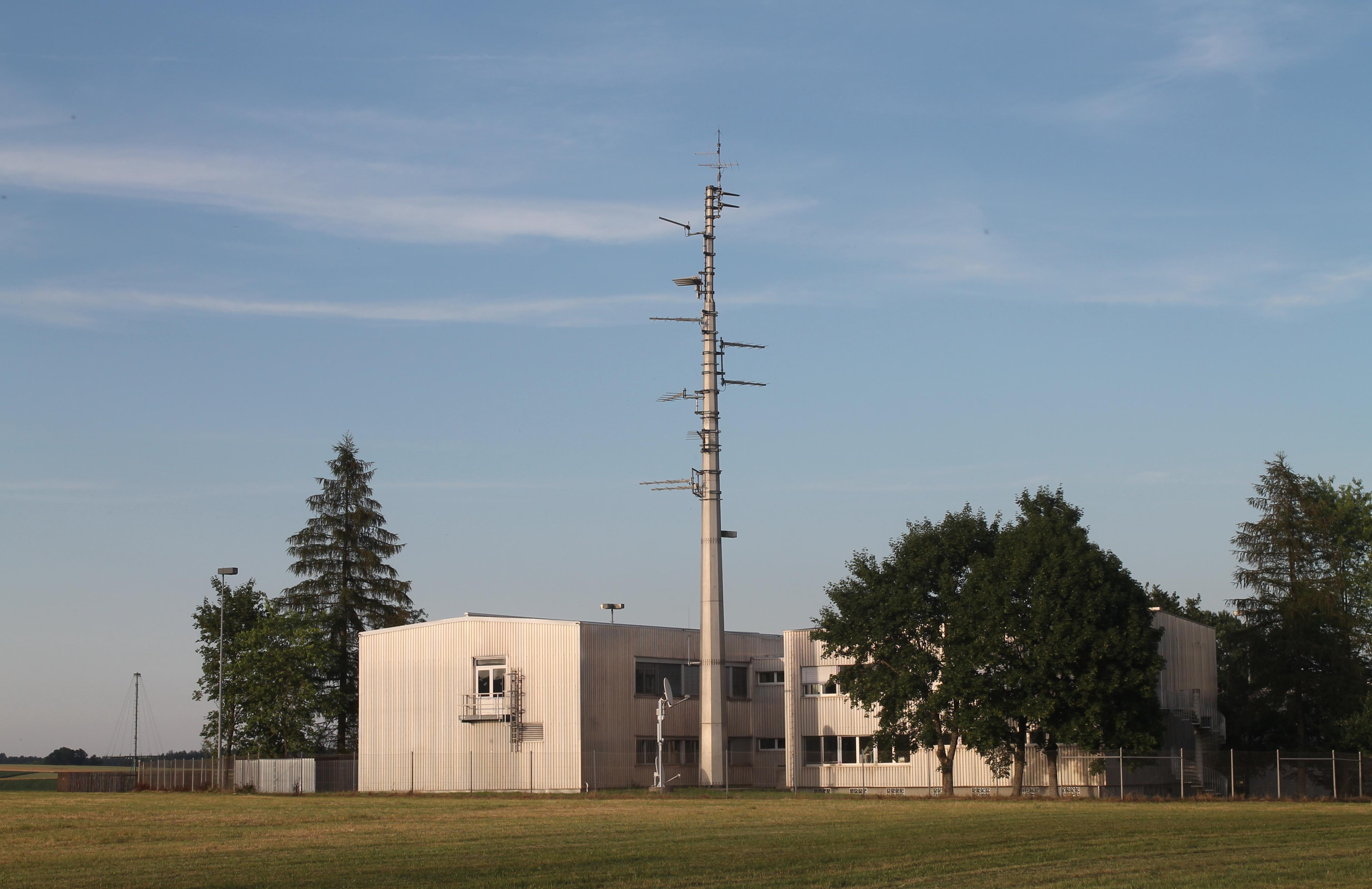
Das Sendergebäude des Bodenseesenders
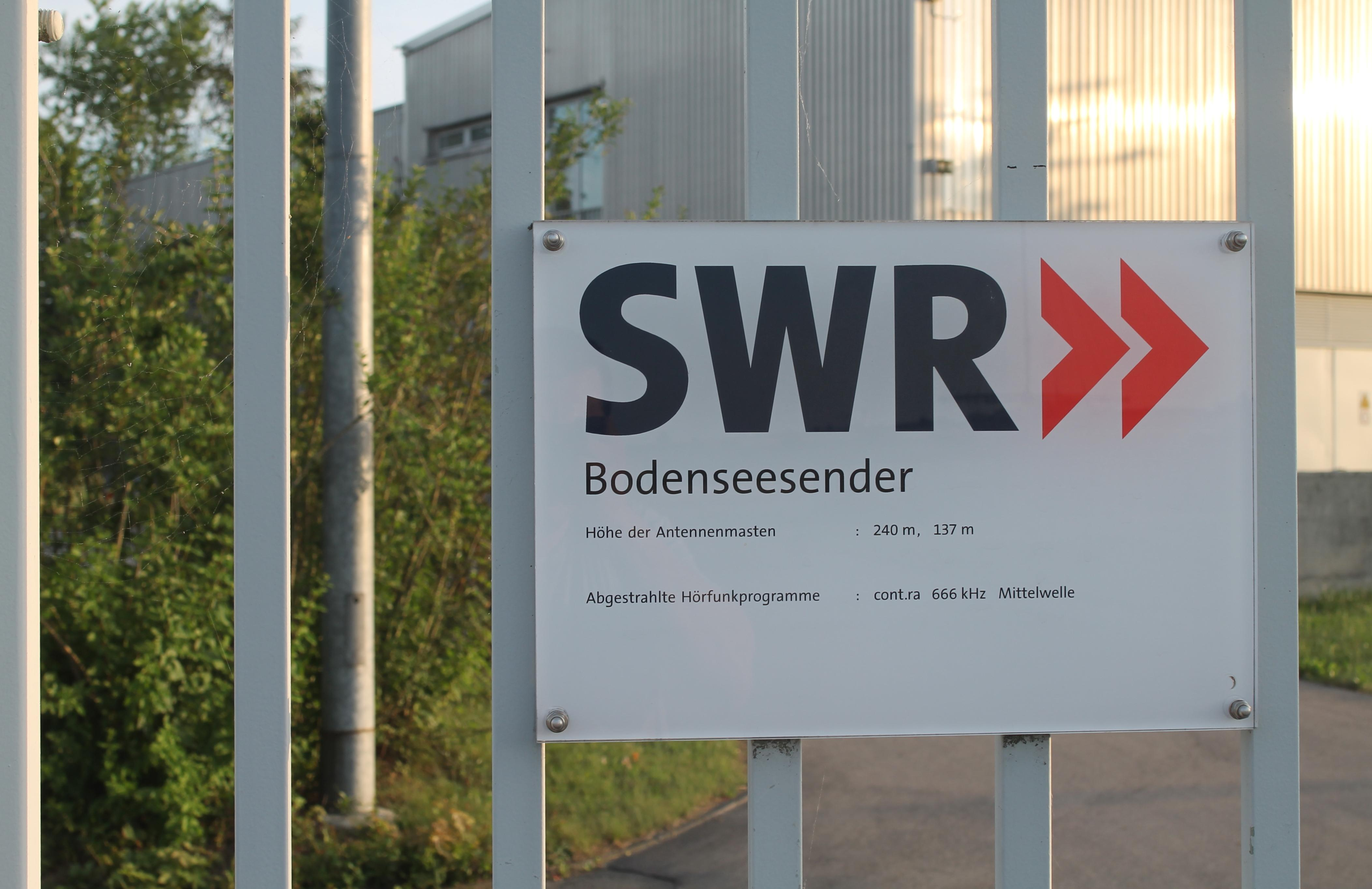
Hinweisschild des SWR

Der Bodenseesender wurde 1964 als Nachfolger für die bis dato vom damaligen Südwestfunk in Bad Dürrheim, Reutlingen, Sigmaringen und Ravensburg betriebenen Mittelwellensender errichtet, deren Frequenzen (und zum Teil auch deren Anlagen) für die Nutzung durch den Deutschlandfunk beansprucht wurden. Der Kurzwellensender vom Standort Bad Dürrheim wurde zum Bodenseesender verlagert. Am 24. Oktober 1964 nahm der Bodenseesender seinen Betrieb auf.

### Mittelwelle
Von 1964 bis zum 31. Dezember 1992 strahlte der Bodenseesender das Programm SWF1 auf Mittelwelle aus, dann wurde das neue S4 Bodensee-Radio aufgeschaltet, da für dieses nicht ausreichend UKW-Frequenzen zur Verfügung standen. Gleichzeitig wurde die Sendeleistung von 300 kW auf 150 kW reduziert. Ab dem 1. Juli 2002 wurde SWR cont.ra über den Sender ausgestrahlt. Aus Kostengründen wurde er ab Juli 2005 nur noch von 5 bis 23 Uhr bzw. samstags und sonntags von 7 bis 23 Uhr betrieben.
Der Mittelwellensender verwendete bis 1978 eine Richtantenne, welche aus vier je 137 Meter hohen, gegen Erde isolierten selbststrahlenden Sendemasten bestand, die in einem Parallelogramm angeordnet waren. Im Zuge der Einführung des Genfer Wellenplans wurde Mitte der 1970er Jahre einer der Masten abgebaut und an seiner Stelle ein 244 Meter hoher, gegen Erde isolierter, selbststrahlender Gittermast errichtet, der die bisherige Anlage aus vier Masten ersetzte. Der abgebaute Mast wurde im rheinhessischen Nierstein wiederaufgebaut. Ein anderer Mast des Quartetts wurde im Jahr 1982 zum Aufbau einer neuen Richtantenne um einige hundert Meter versetzt, die zwei übrigen 137-Meter-Sendemasten dienten als Reserve und wurden erst 2005 demontiert.
Bei dem 244 Meter hohen Sendemast, der als Rundstrahlantenne während der Tagesstunden diente und der wie alle Sendemasten des Bodenseesenders gegen Erde isoliert war, waren die Pardunen so bemessen, dass sie für die Betriebsfrequenz 666 kHz ohne parasitäre Abstrahlungen zu verursachen, an den Ankerblöcken geerdet werden konnten und – mit Ausnahme der untersten Pardune – keine Trennisolatoren besaßen.
Geografische Koordinaten des 244 Meter hohen Sendemastes:
- 48° 1′ 24,3″ N, 9° 6′ 58,5″ O (Oktober 2013 demontiert)

Geografische Koordinaten der drei 137 Meter hohen Sendemasten:
- 48° 1′ 15″ N, 9° 6′ 59,5″ O (Anfang 2012 demontiert)
- 48° 1′ 20,8″ N, 9° 7′ 15,7″ O (Anfang 2005 demontiert)
- 48° 1′ 15,5″ N, 9° 7′ 6,5″ O (Anfang 2005 demontiert)

### Kurzwelle
Bis zum 19. Oktober 2004 wurde auf dem Areal des Bodenseesenders auch ein Kurzwellensender betrieben, über den auf der Frequenz 7265 kHz zuletzt das Programm von SWR3 verbreitet wurde. Als Sendeantennen dienten eine Winkel-Dipolantenne (48° 1′ 29,4″ N, 9° 7′ 6″ O) und eine Reusenantenne (48° 1′ 24,3″ N, 9° 7′ 11,6″ O).
Ab dem 20. Oktober 2004 nutzte die Deutsche Welle diese Frequenz für ihr Programm im DRM-Modus.
Anfang 2005 wurde der Kurzwellensender und die Dipolantenne abgebaut, nur die Reusenantenne blieb erhalten. Die Anlage wurde nach Madagaskar verkauft und ist dort für das staatliche Radio Nasionaly Malagasy im Einsatz. Mittlerweile wurde auch die Reusenantenne für Kurzwelle entfernt.

## Abschaltung und Stilllegung des Senders
Der Bodenseesender wurde am 8. Januar 2012 um 23:00 Uhr endgültig abgeschaltet. Der SWR folgte damit einer Vorgabe der Kommission zur Ermittlung des Finanzbedarfs der Rundfunkanstalten, die dies zur Vorbedingung der Finanzierung des Aufbaus einer flächendeckenden Versorgung der Programme der ARD-Anstalten über DAB+ machte.
Am 7. Februar 2012 um 13:41 Uhr wurde der 137 Meter hohe Reservesendemast demontiert (Fällung durch Kappen des Ankerseils). Der 244 Meter hohe Hauptsendemast wurde am 10. Oktober 2013 demontiert (Fällung durch Kappen der Ankerseile per Sprengladung), nachdem die auf ihm montierten Messeinheiten für die zukünftige Windkraftnutzung im Raum Meßkirch ihre Aufgaben erfüllt hatten.

## Galerie

Mittelwellen-Antennen
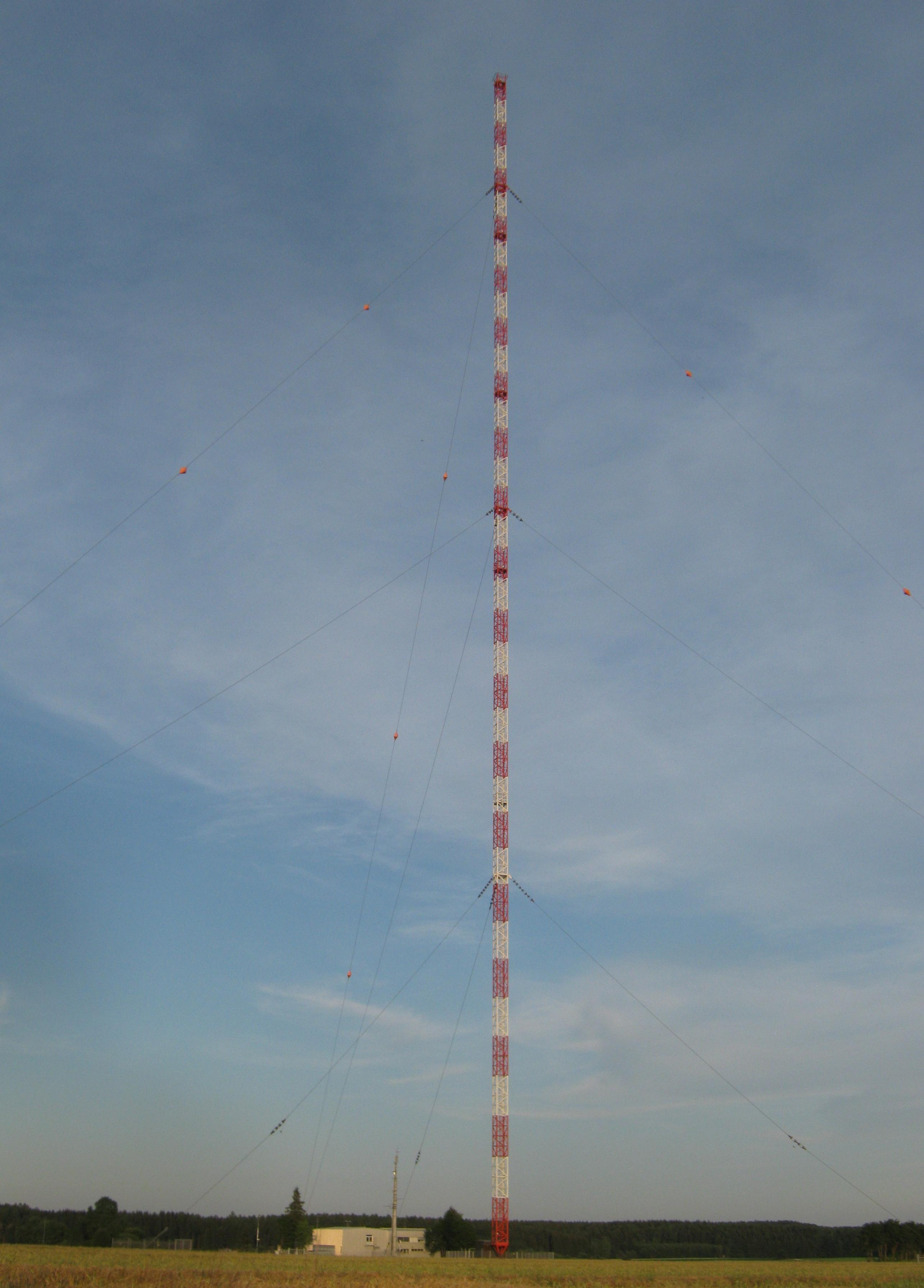
Der 244 Meter hohe Hauptsendemast des Bodenseesenders
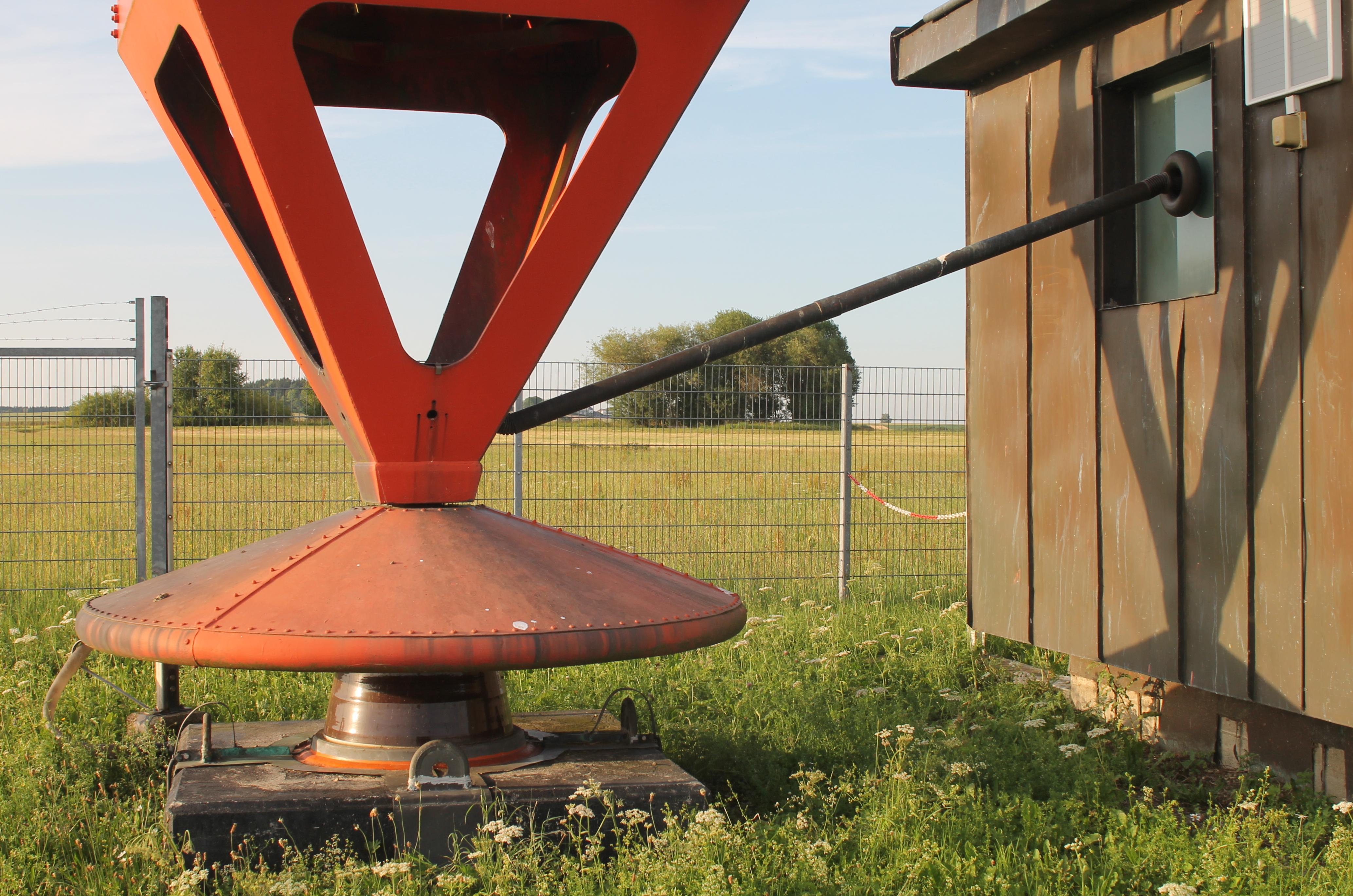
Fuß des 244 Meter hohen Hauptsendemastes
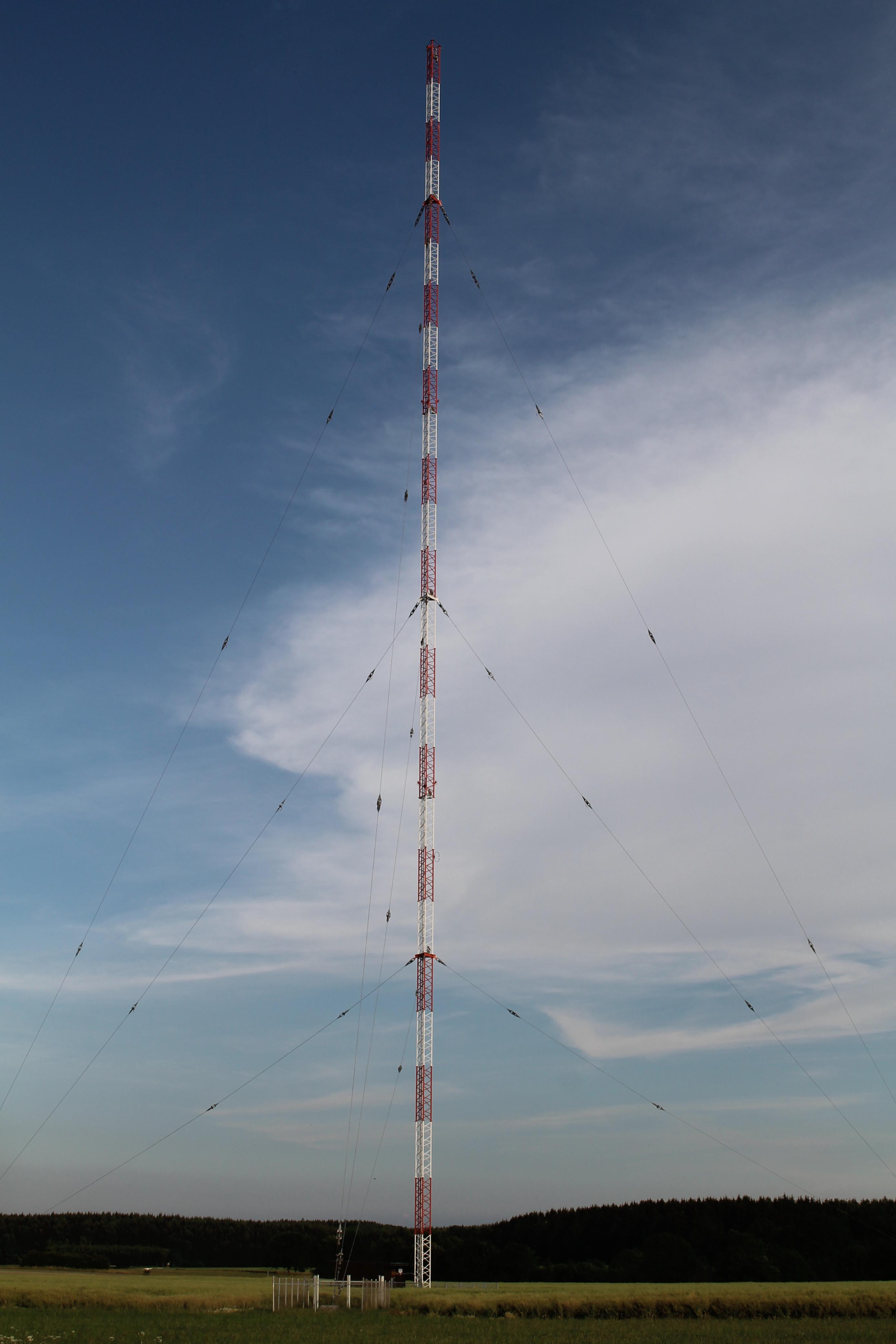
Der 137 Meter hohe Reservesendemast
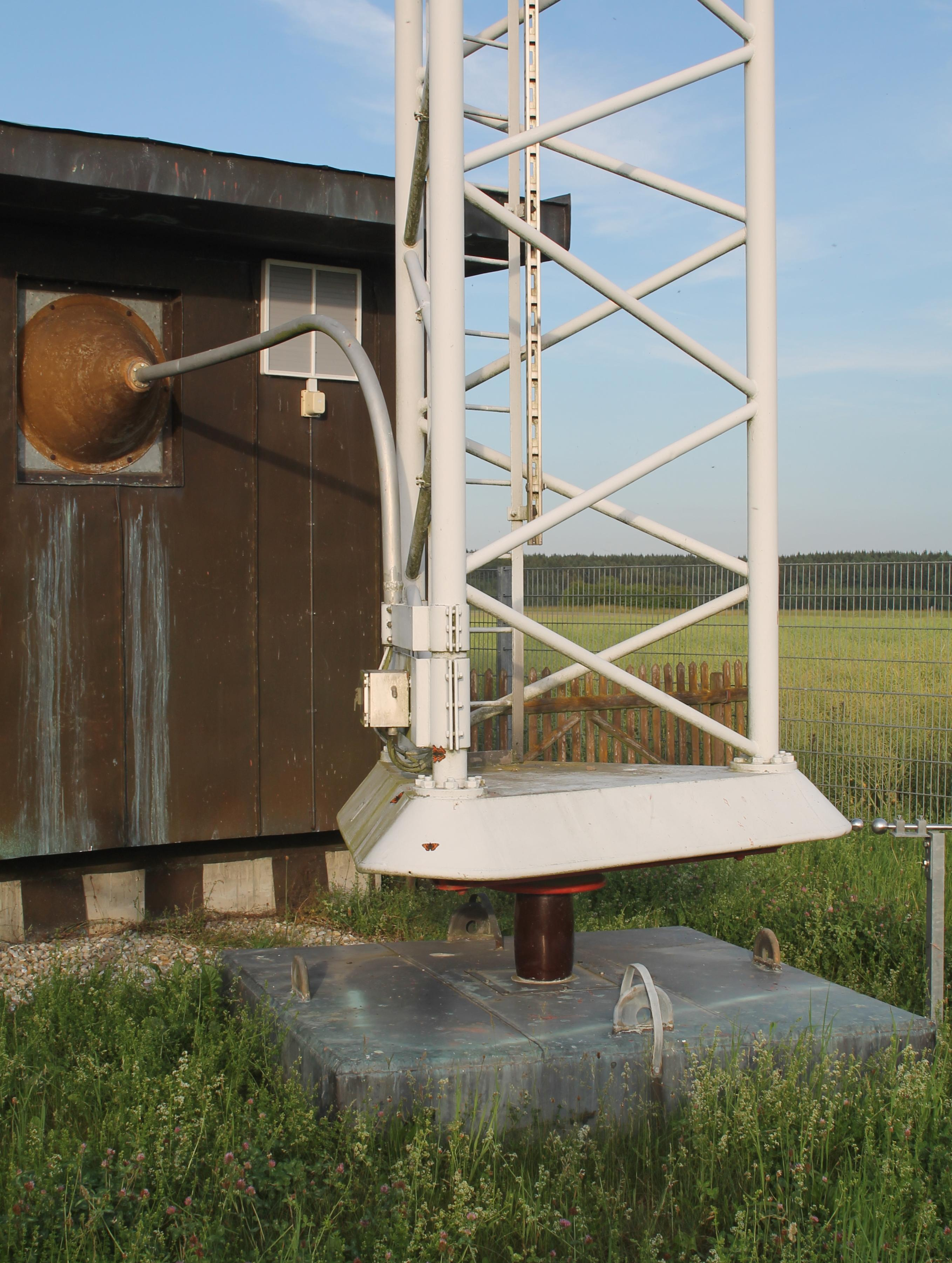
Fuß des 137 Meter hohen Reservesendemastes

Kurzwellen-Antennen
Der ehemalige Kurzwellen-Winkeldipol des Bodenseesenders
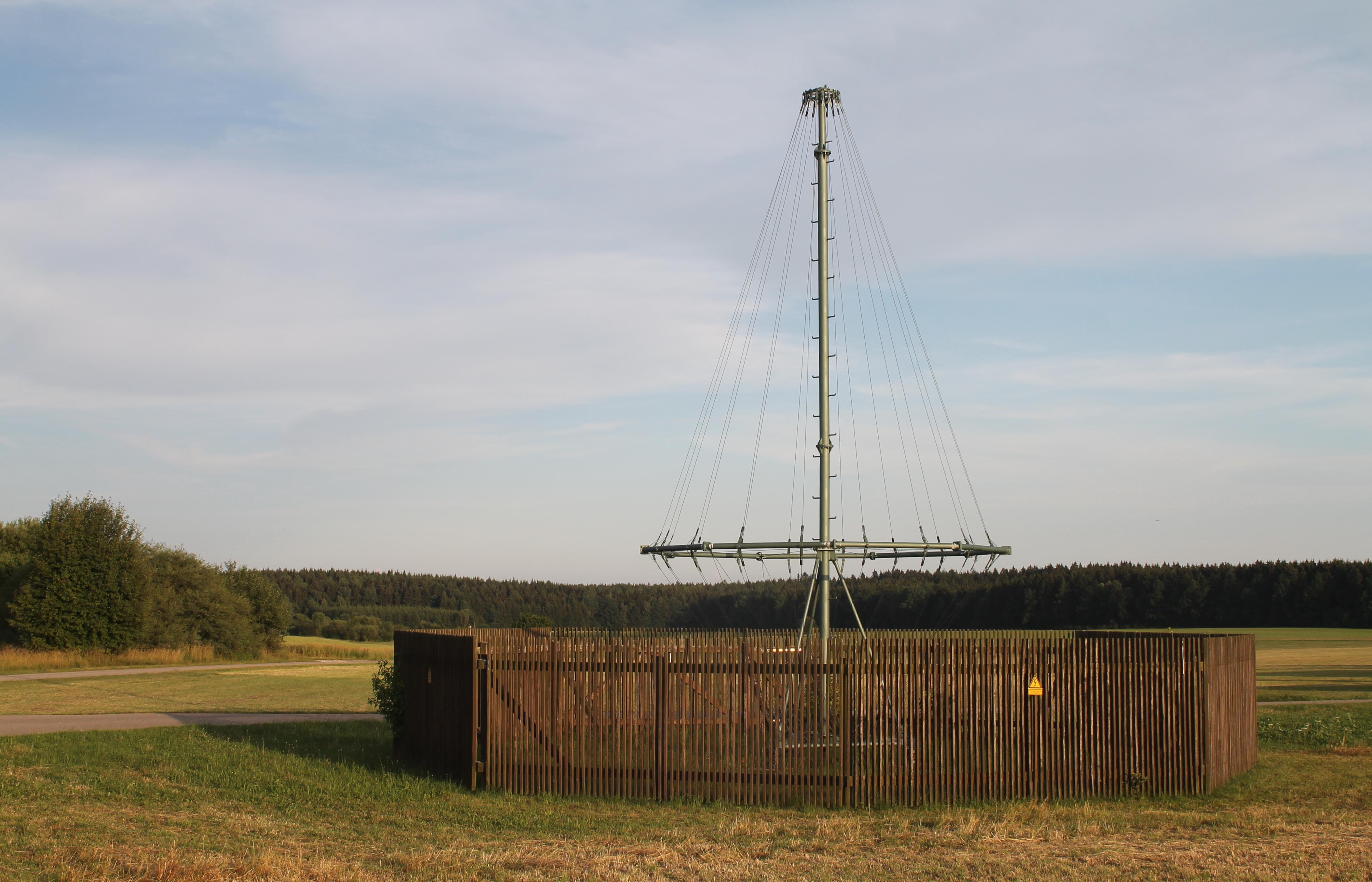
Die Kurzwellen- Reusenantenne des Bodenseesenders
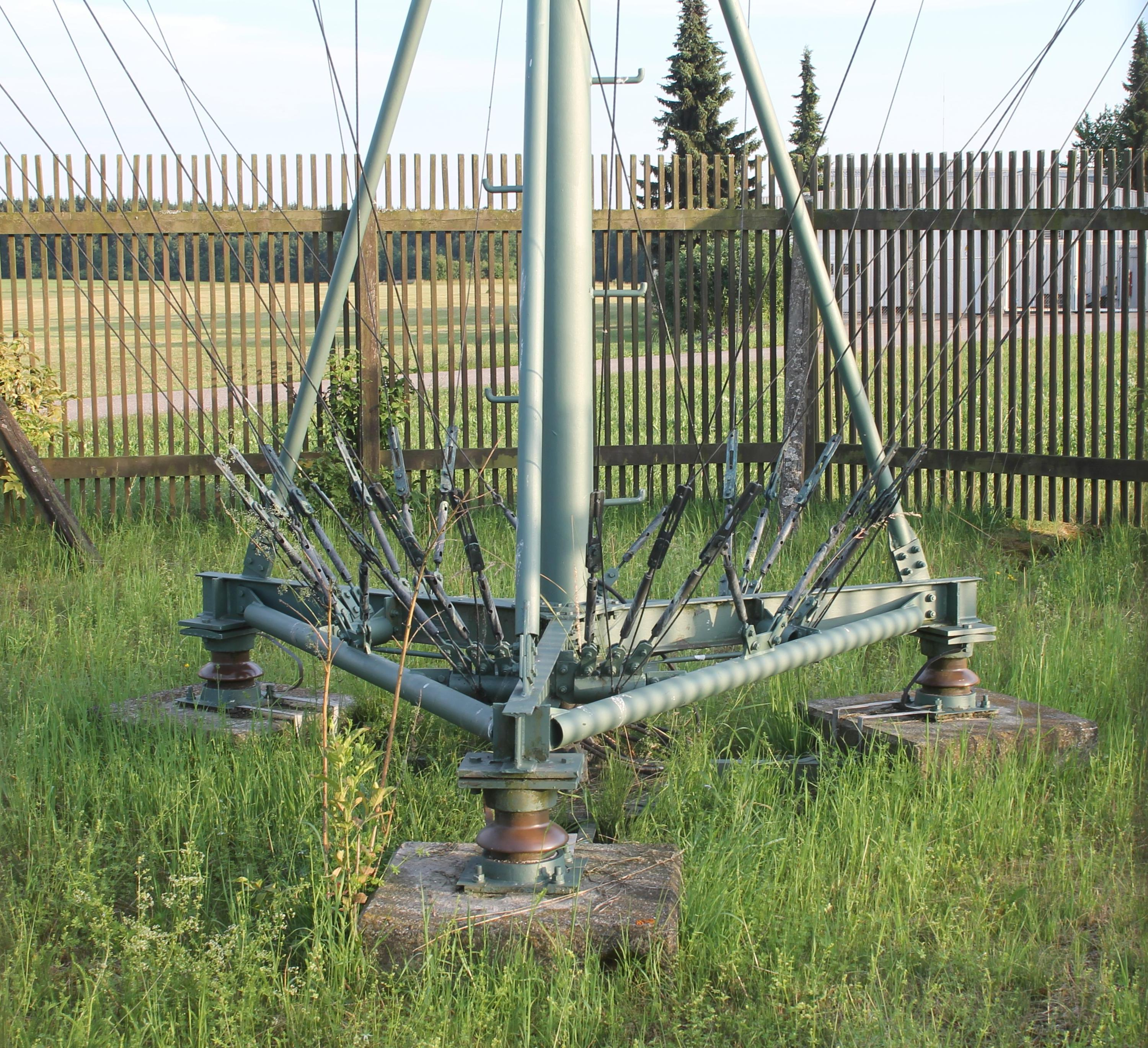
Fuß der Kurzwellen- Reusenantenne des Bodenseesenders